# Morro de Bou (manzana)
Morro de Bou es el nombre de una variedad cultivar de manzano (Malus domestica). Esta manzana está cultivada en la colección de la Estación Experimental Aula Dei (Zaragoza). Esta manzana es originaria de la Comunidad autónoma de Cataluña, provincia de Tarragona, donde tuvo su mejor época de cultivo comercial en la década de 1960.

## Sinónimos
- "Manzana Morro de Toro",[4]
- "Poma Morro de Bou".[6][7]

## Historia
Variedad de Cataluña, cuyo cultivo conoció cierta expansión en el pasado, pero que a causa de su constante regresión en el cultivo comercial no conservaban apenas importancia y prácticamente habían desaparecido de las nuevas plantaciones en 1971, así hay variedades tales como 'Camuesa de Llobregat' y 'Manyaga' que constituían en 1960 el 70% de la producción de manzana en la provincia de Barcelona y se encontraba la primera en otras nueve provincias y la segunda en seis y 'Normanda' que estaba muy difundida hasta 1960 entre los viveristas de Aragón (representaba el 25% de la cosecha en la cuenca del Jiloca). En 1971 Puerta-Romero y Veirat sólo encontraron 184 ha de “Manyaga” (el 31% con más de 20 años), 81 ha de “Camuesa de Llobregat” (el 36% con más de 20 años) y ya no citan al cultivar “Normanda”.

## Características
El manzano de la variedad 'Morro de Bou' tiene un vigor Medio; tubo del cáliz mediano y amplio, cónico o en embudo corto, con los estambres insertos en su base.
La variedad de manzana 'Morro de Bou' tiene un fruto de tamaño grande o medio; forma alargada, voluminosa hacia la parte peduncular y más estrecha en su cima, a veces inclinado de un lado, contorno levemente irregular; piel fuerte; con color de fondo verdoso, sobre color bajo, color del sobre color cobrizo, distribución del sobre color chapa, presenta chapa de tenue amarillo cobrizo en zona de insolación, acusa punteado ruginoso, blanquecino, y con una sensibilidad al "russeting" (pardeamiento áspero superficial que presentan algunas variedades) muy débil; pedúnculo corto, medianamente grueso, leñoso y con suave lanosidad, anchura de la cavidad peduncular medianamente amplia, profundidad cavidad pedúncular profunda, con el fondo verde intenso y pruina violácea, borde levemente ondulado o marcadamente irregular, más rebajado de un lado, y con la importancia del "russeting" en cavidad peduncular débil; anchura de la cavidad calicina estrecha, profundidad de la cav. calicina poco profunda, borde con mamelones más o menos acusados, y con importancia del "russeting" en cavidad calicina débil; ojo cerrado o entreabierto, de tamaño medio; sépalos compactos en su base, aunque a veces aparecen separados entre sí, de forma triangular y puntas vueltas hacia fuera, color verde, tomentosos.
Carne de color blanca con fibras verdosas; textura esponjosa, harinosa; sabor algo astringente, muy particular; corazón alargado, desplazado, con las celdas y eje muy cerca del pedúnculo; eje entreabierto; celdas alargadas, pequeñas; semillas alargadas y anchas, de tamaño medio, algunas de estas presentan pequeña cresta en la parte contraria a su inserción.
La manzana 'Morro de Bou' tiene una época de maduración y recolección tardía, en otoño-invierno. Se usa como manzana de mesa fresca de mesa.